# The Acolyte
The Acolyte, também distribuída como Star Wars: The Acolyte, é uma série de televisão estadunidense de western espacial e ficção científica criada por Leslye Headland e distribuída pelo serviço de streaming Disney+ desde 2024. Primeira produção em live-action do arco de mídia Star Wars: The High Republic, a série tem como pano de fundo o auge do poder da Ordem Jedi e a clandestinidade dos Sith no período histórico fictício da Alta República e cerca de um século antes dos eventos narrados no filme The Phantom Menace (1999).
The Acolyte conta com um elenco altamente representativo, sendo estrelada por Amandla Stenberg como a antiga padawan Osha Aniseya que trava um conflito emocional com seu antigo Mestre Jedi (interpretado por Lee Jung-jae) e sua atual padawan Jecki Lon (vivida por Dafne Keen). O elenco conta ainda com as atuações coadjuvantes de Charlie Barnett e Rebecca Henderson como Cavaleiros Jedi envolvidos na trama pessoal de Sol e Jodie Turner-Smith como a emblemática Mãe Aniseya, líder de um culto secreto.
Em junho de 2019, Headland já havia declarado seu interesse em uma colaboração futura na franquia Star Wars. Em abril do ano seguinte, a cineasta anunciou estar escrevendo uma nova série televisiva para a Lucasfilm. O título da série foi anunciada em dezembro de 2020 e as filmagens tiveram início em outubro de 2022 nos Estúdios Shinfield, em Berkshire. Os dois primeiros episódios de The Acolyte estreram em 4 de junho de 2024 na plataforma de streaming Disney+.
A série foi disponibilizada em oito episódios semanais. Seu custo total de produção ficou muito acima do orçamento previsto, chegando a US$ 230 milhões de dólares. Embora tenha sido bem recebido pela crítica, acabou dividindo opiniões dos fãs. Em agosto de 2024, a Disney confirmou que a série foi cancelada devido a baixa audiência e um orçamento altíssimo.

## Sinopse
| “                                      | Cem anos antes da ascensão do Império, é um tempo de paz. A Ordem Jedi e a República Galáctica têm prosperado por séculos sem conflitos. Porém, nos cantões obscuros da galáxia, alguns poucos poderosos aprendem a manipular a Força em segredo. Um deles, uma assassina solitária, arrisca ser descoberta para buscar vingança... | ” |
| — sequência de abertura de The Acolyte | |   |

No auge da Alta República, cerca de um século antes do Grande Purgo dos Jedi, um respeitado Mestre Jedi chamado Sol é enviado pelo Alto Conselho Jedi para investigar uma misteriosa sequência de assassinatos de membros da ordem. Sol acaba tendo de confrontar seu passado e sua antiga padawan, agora arregimentada pelo Lado Sombrio da Força.

## Elenco e personagens

### Elenco principal
- Amandla Stenberg como Osha e Mae Aniseya: (Dublagem Brasileira: Laura Castro)[20] 
Duas gêmeas separadas por uma tragédia quando ainda crianças. Osha é a antiga padawan do Mestre Jedi Sol que abandonou seu treinamento por "agitações internas" apesar de sua forte ligação com A Força. Mae, por sua vez, está presumidamente morta até ressurgir como uma perigosa guerreira do Lado Sombrio da Força.[21] Stenberg escreveu roteiro para ambos os personagens e comparou-as ao conceito filosófico de yin e yang em que Mae representaria o yin por ser "intituiva e emocional" enquanto Osha representaria o yang por ter uma fronte "mais masculina" ao esconder suas fraquezas.[22]

- Lee Jung-jae como Sol:
Um respeitado e sábio Mestre Jedi.[23] Lee declarou-se surpreso pelo convite de Leslye Headland com base em sua performance na série televisiva sul-coreana Squid Game, afirmando que os dois personagens são "completamente diferentes". A série é o primeiro trabalho de Lee em língua inglesa e o ator contou com o apoio de dois especialistas em sotaque antes do início das filmagens.[24] Lee inspirou-se na performance de Liam Neeson como Qui-Gon Jinn em Episode I: The Phantom Menace (1999) e trabalhou detalhadamente com Headland para definir o equilíbrio emocional de Sol nas cenas iniciais.

- Charlie Barnett como Yord Fandar:
Um Cavaleiro Jedi entusiasta dos conceitos da Ordem e que atua como guardião do Templo Jedi.[23]

- Dafne Keen como Jecki Lon:
A atual padawan meia-humana de Mestre Sol. Lon pertence parcialmente à raça Theelin de forma semelhante à personagem Rystáll Sant do filme Return of the Jedi (1983).[23]

- Rebecca Henderson como Vernestra Rwoh:
Uma influente Mestra Jedi, membro do Alto Conselho e uma das mais habilidadosas usuárias da Força nos tempos da Alta República.[25] Rowh ascendeu como uma proeminente Jedi desde a adolescência, sendo uma das mais jovens em toda a história da ordem.[25] Henderson foi anunciada como intérprete de Rowh durante um evento de divulgação da série em abril de 2023, quando Headland afirmou que a personagem teria um papel central ao representar o poder e o auge da Ordem Jedi no arco narrativo.[26] Henderson, por sua vez, afirmou sentir estar representando a Comunidade LGBTQIA+ ao ingressar no elenco e que destacou que era fã da franquia Star Wars desde criança por influência de seu pai.[26][23]

- Jodie Turner-Smith como Mãe Aniseya:
Líder de um culto secreto formado por bruxas e sensitivas que defendiam o uso e a conexão ilimitada com A Força sem interferência dos Jedi ou dos Sith.[23] Comentando sobre sua chegada ao elenco da série, Turner-Smith descreveu a relação de sua personagem com Osha como uma relação maternal através da qual a trama explora novas perspectivas sobre a Força e a moralidade dos Jedi em contraste com a narrativa já conhecida na Saga Skywalker.[27] Turner-Smith afirmou também que sua personagem "representa uma filosofia que é mais sobre conexão com a vida e menos sobre conexões com dogmas" de que Aniseya seria "resistente à ideia de instituição".[27][28]

- Carrie-Anne Moss como Indara:
Uma Mestre Jedi talentosa na arte marcial "Força-fu" e primeiro alvo de Mae no início da série.[23] Headland queria que o público reconhecesse Indara como a "mais poderosa Jedi no pedaço" e Moss baseou-se em sua performance anterior como Trinity em The Matrix (1999) para reforçar a idealização de Indara como "uma Trinity com sabre de luz".[29]

- Dean-Charles Chapman como Torbin:
Um Mestre Jedi que assumiu o "Voto de Barash", permanecendo em eterno estado de silêncio através de uma forte imersão na Força. Este conceito havia sido introduzido de forma mais detalhada no romance Star Wars: Darth Vader (2017).[30]

- Joonas Suotamo como Kelnacca:
Um Cavaleiro Jedi da raça Wookiee que mantém-se fiel aos valores da Ordem apesar de sua vida profundamente solitária. Suotamo já havia interpretado o wookie Chewbacca nos filmes Episode VII — The Force Awakens (2015), Episode VIII — The Last Jedi (2017) e Solo: A Star Wars Story (2018).[23]

## Episódios
| N.º | Título                                        | Dirigido por      | Escrito por                                     | Exibição original   |
| --- | --------------------------------------------- | ----------------- | ----------------------------------------------- | ------------------- |
| 1 | "Lost / Found" "Perdido / Encontrado" (BR)    | Leslye Headland   | Leslye Headland                                 | 4 de junho de 2024  |
| Um século antes da ascensão do Império Galáctico, a República e a Ordem Jedi prosperam em uma era de longa paz na galáxia. Em um pub do planeta Ueda, a Mestre Jedi Indara é atacada e assassinada por uma mulher misteriosa portando adagas. A assassina é reconhecida como Osha Aniseya, uma antiga Padawan que abandonou seu treinamento. Osha, que trabalha como mecânica de naves espaciais, é confundida com a assassina e presa pelos Jedi Yord Fandar e Tasi Lowa. A caminho de Coruscant, os outros presos fogem e abandonam Osha no gélido planeta Carlac. Osha tem uma visão de sua irmã gêmea Mae, que estava presumidamente morta num incêndio que matou toda sua família décadas antes. Osha deduz que Mae está viva e é a verdadeira assassina de Indara. A Mestre Jedi Vernestra Rwoh envia Sol, antigo mestre de Osha, a Carlac com sua atual padawan, Jecki Lon, e Yord. O trio encontra Osha e Sol aceita sua suposição sobre o crime de Mae. Em outro ponto da galáxia, Mae se reúne com seu misterioso mestre que a havia desafiado a matar um Cavaleiro Jedi sem uso de armas. |                                               |                   |                                                 |                     |
| 2 | "Revenge / Justice" "Vingança / Justiça" (BR) | Leslye Headland   | Jason Micallef Charmaine DeGrate                | 4 de junho de 2024  |
| Mae tenta assassinar o Mestre Jedi Torbin em um santuário do planeta Olega, mas o alvo pressente o perigo através de sua ligação com A Força. Vernestra envia Sol, Jeckie, Yord e Osha para investigar o ataque. Mae se reúne com o fora-da-lei Qimir que apoia sua caçada aos quatro Jedi que estavam presentes em seu planeta natal, Brendok, no dia do incêndio que matou sua família. Qimir oferece uma poção a Mae e adverte que ela ainda precisa matar um dos quatro Jedi sem uso de armas ou outros recursos físicos. Mae oferece a poção a Torbin como absolvição de seu passado. Torbin interrompe sua meditação de mais de uma década de consome a poção fatal. Mae foge e Osha finge ser a irmã para obter informações de Qimir. Qimir revela a existência de um mestre obscuro por detrás de todos os ataques aos Jedi. Sol confronta Mae e revela que Osha está viva. Osha tenta atingir Mae, que foge novamente sem deixar rastros. |                                               |                   |                                                 |                     |
| 3 | "Destiny" "Destino" (BR)                      | Kogonada          | Jasmyne Flournoy Eileen Shim                    | 11 de junho de 2024 |
| Quase vinte anos no passado, Osha e Mae vivem em uma seita de Bruxas da Força no planeta Brendok. A líder das bruxas, Mãe Aniseya, ensina as duas gêmeas que a Força — que a seita conhece como "o Fio" — é mal utilizada pelos Jedi. As gêmeras são levadas a um ritual de iniciação na seita contra a vontade de Osha, que discorda das visões de sua mãe adotiva. Um grupo de quatro Jedi liderados pelos mestres Indara e Sol interrompem o ritual antes da iniciação de Osha. Os Jedi acusam as Bruxas de uso irresponsável da Força e exigem a entrega das duas gêmeas para exame pela Ordem. Mãe Aniseya manipula Mae a propositalmente falhar no teste da Ordem, enquanto Osha é aprovada e se torna uma padawan. Mae não aceita a futura separação de sua irmã e inicia um incêndio no vilarejo. Mestre Sol ajuda Osha a fugir das chamas enquanto ambos testemunham a aparente morte de Mae. Os Jedi levam Osha a Coruscant e Mestre Sol promete treinar a jovem como sua padawan. Em Brendok, Mae sobrevive ao incêndio e promete encontrar sua irmã e vingar a morte das Bruxas.         |                                               |                   |                                                 |                     |
| 4 | "Day" "Dia" (BR)                              | Alex Garcia Lopez | Claire Kiechel Kor Adana                        | 18 de junho de 2024 |
| Mae e Qimir iniciam a busca por Kelnacca em Khofar, onde ele se isolou anteriormente em uma floresta. Sol confessa acreditar que o mestre de Mae é um "Jedi caído". O Conselho Jedi envia Sol e Osha em busca de Mae. Em Khofar, Sol contacta o Tynnan Bazil para saber o paradeiro de Kelnacca através de seu faro. A conexão de Osha com a Força volta a crescer e ela manipula uma mariposa, que ataca o grupo antes de ser morta por Sol. Mae passa a sentir que sua missão de matar um Jedi sem usar armas é impossível e irrelevante. Mae captura Qimir em uma emboscada e parte em busca de Kelnacca. Mae planeja se encontrar com Osha e revelar aos Jedi tudo que sabe sobre seu mestre. Mae descobre que Kelnacca foi morto por um sabre de luz. Os outros chegam logo em seguida e encontram Mae próxima ao corpo de Kelnacca. O mestre de Mae surge logo em seguida protegido por um capacete que oculta sua identidade. O mestre misterioso ativa um sabre de luz vermelho e ataca Osha e os demais Jedi.                                                                               |                                               |                   |                                                 |                     |
| 5 | "Night" "Noite" (BR)                          | Alex Garcia Lopez | Kor Adana Cameron Squires                       | 25 de junho de 2024 |
| O Mestre de Mae mata todos os Jedi e poupa somente Yord, Jecki e Sol. Sol salva Osha e exige que o mestre revele sua identidade. Ele apenas diz que eles já se encontraram antes e desaparece no meio da floresta. Jecki captura Mae, mas seu mestre chega buscando vingança pela traição. Jecki consegue romper o capacete do mestre antes de ser morta e descobre que ele é Qimir. Qimir admite que pretende matar todos os Jedi para manter sua identidade em segredo. Yord Fandar confronta Qimir, mas é rapidamente derrotado. Sol ataca Qimir mas é impedida por Osha. Osha fixa uma luz sobre Qimir e ele é perseguido por uma colônia de mariposas. Mae usa a arma de Osha contra Sol e eles acabam discutindo sobre suas escolhas. Mae usa A Força para manter Osha inconsciente. Mae rouba as vestes de Osha e se passa como sendo a irmã, retornando com Sol para a nave. A dupla é seguida por Bazil, que desconfia das atitudes de Mae. Qimir consegue se livrar das mariposas e encontra Osha inconsciente na floresta.                                                                |                                               |                   |                                                 |                     |
| 6 | "Teach / Corrupt" "Ensinar / Corromper" (BR)  | Hanelle Culpepper | Leslye Headland Jocelyn Bioh                    | 2 de julho de 2024  |
| Qimir leva Osha a um planeta desconhecido para tratar suas feridas. Qimir afirma ser um antigo membro da Ordem Jedi traído por seu antigo mestre. Osha concorda em testar seu capacete quebrado, que é feito do mesmo material de seu sabre de luz. Na nave Jedi em Khofar, uma interferência interrompe a conexão de Sol com o Conselho Jedi. Sol consegue enviar apenas uma parte da mensagem informando ao Conselho sobre a derrota de sua equipe. Mae ajuda Sol a reparar a energia da nave, mas é atacada por Bazil. Mae consegue vencer Bazil e restaurar a energia. Mae tenta convencer Sol a contar detalhes sobre o ocorrido em Brendok, mas ele percebe que ela é não é Osha. Quando a energia da nave é restaurada, Sol e Mae partem no momento em que Vernestra e um pequeno grupo de Jedi chegam para investigar sua mensagem. O grupo encontra o massacre e suspeita que "um Jedi caído" é o responsável pelas mortes. Um dos Jedi, Mog Adana, sugere que somente Sol teria poder o suficiente para causar tantas mortes.                                                              |                                               |                   |                                                 |                     |
| 7 | "Choice" "Escolha" (BR)                       | Kogonada          | Charmaine DeGraté Jen Richards Jasmyne Flournoy | 9 de julho de 2024  |
| Mais de dez anos antes, os quatro Jedi descobrem as bruxas enquanto investigam uma potencial "vergência" na Força em Brendok que poderia gerar vida. O Conselho Jedi impede o treinamento das gêmeas por conta da idade e determina que as duas devem continuar vivendo em Brendok. Koril manipula a ira de Mae contra Osha e ela inicia o incêndio. O resultados dos testes genéticos mostra que as gêmeas foram criadas artificialmente pela manipulação de midi-chlorians. Torbin, ansioso para retornar a Coruscant, considera o resultado do teste como prova da vergência e parte em busca das gêmeas. Sol e Torbin confrontam as bruxas e são seguidos por Kelnacca e Indara. Sol impulsivamente mata Aniseya e Koril desaparece. As bruxas usam Kelnacca para atacar Torbin e Sol até que Indara revida o ataque. Sol não consegue chegar a tempo de evitar o desabamento da fortaleza e decide salvar apenas Osha. |                                               |                   |                                                 |                     |
| 8 | "The Acolyte" "O Acólito" (BR)                | Hanelle Culpepper | Jason Micallef                                  | 16 de julho de 2024 |
| Sol leva Mae até Brendok e envia sua localização aos Jedi. Em uma nova visão, Osha prevê que Mae mataria Sol e concorda em levar Qimir até ela. A dupla parte enquanto é vigiada à distância por uma figura misteriosa. Nas ruínas da fortaleza das bruxas, Osha confronta Mae enquanto Sol luta com Qimir. Mae desarma Sol e decide poupar sua vida na esperança de que ele seja interrogado pelo Alto Conselho Jedi. Sol revela que Mae e Osha foram geradas pelo campo de força de Brendok e que ele matou Aniseya. Osha mata Sol usando A Força e corrompo o cristal Kyber de seu sabre de luz, que varia de azul para vermelho. Osha e Mae fogem antes da chegada dos Jedi liderados por Rwoh. As irmãs se reconciliam e Osha concorda em ser treinada por Qimir. Em Coruscant, o Senado abre uma investigação sobre a Ordem Jedi. Rwoh culpa Sol pelas mortes de Indara, Torbin e Kelnacca apesar de pressentir o envolvimento de Qimir. |                                               |                   |                                                 |                     |

## Produção

### Desenvolvimento
Em dezembro de 2019, durante a première de Star Wars: The Rise of Skywalker, a roteirista televisiva Leslye Headland foi questionada sobre seu alegado interesse particular pela franquia Star Wars e revelou ter diversas ideias para futuros filmes da saga. Meses mais tarde, Headland entrou em contato com Kathleen Kennedy, presidente da Lucasfilm, e sugeriu a criação de uma nova série televisiva de Star Wars. Após concluir sua colaboração na série de comédia dramática Russian Doll (2019–2022), Headland apresentou a Kennedy a proposta de uma primeira temporada completa. Kennedy concordou em receber Headland como roteirista e diretora criativa da série e, em abril de 2020, anunciou a criação de uma nova série televisiva "feminocêntrica" para a plataforma de streaming Disney+. Na ocasião, a dupla anunciou também que o enredo seria focado em uma realidade alternativa a da Saga Skywalker e mais precisamente no Universo Expandido da franquia.
Nos eventos alusivos ao Dia de Star Wars de 2020, a Lucasfilm confirmou os estágios iniciais de produção da série. Em 10 de dezembro do mesmo ano, Kennedy anunciou o título da série como sendo The Acolyte significando um grupo de Padawans conhecidos como "Acólitos" que sucumbiram ao Lado Sombrio da Força e confirmou que a narrativa seria baseada na era fictícia da Alta República antes dos eventos narrados na Trilogia Prequela. O executivo da Lucasfilm Rayne Roberts assumiu a concepção geral da trama juntamente a Headland, que buscou inspiração em jogos eletrônicos e romances da franquia. A primeira temporada consiste em oito episódios, dos quais os dois primeiros contam com a direção de Headland. Em fevereiro de 2023, Alex Garcia Lopez e Kogonada foram contratados para dirigir os demais episódios da temporada inicial. Em março de 2024, Hanelle Culpepper foi revelada como diretora de outros três episódios.
Em março de 2024, Headland revelou ter entregue material suficiente para produção de dezenas de episódios à companhia e que tinha interesse em produzir uma segunda temporada. Headland também declarou na ocasião que iria tirar férias após o lançamento da primeira temporada, o que seria necessária para a recomposição criativa caso a recepção pública fosse positiva e impulsionasse uma segunda temporada. Contudo, em agosto de 2024, a Disney confirmou que The Acolyte havia sido cancelada devido a audiência ruim e recepção negativa por boa parte do público.

### Concepção
Em junho de 2021, a companhia reuniu os roteiristas envolvidos no projeto. Headland fez questão de reunir roteiristas de diferentes opiniões sobre a franquia Star Wars, incluindo aqueles que eram fãs da Trilogia Original, outros que eram admirados dos projetos desenvolvidos por Dave Filoni e um roteirista cuja identidade não foi revelada que alegadamente nunca havia assistido nada relacionado ao tema. A equipe de roteiristas da primeira temporada é composta por Jason Micallef, Charmaine DeGrate, Jasmyne Flournoy, Eileen Shim, Claire Kiechel, Kor Adana, Cameron Squires, Jocelyn Bioh e Jen Richards. Quando apresentou sua ideia a Lucasfilm, Headland descreveu-a como "um encontro entre Frozen e Kill Bill". Em maio de 2022, Headland anunciou que a fase de roteirização da série havia sido concluída.
Headland quis explorar o universo de Star Wars a partir do ponto de vista dos antagonistas. A roteirista considerou a era da Alta República como a mais propícia para tal proposta uma vez que neste contexto os Sith - tradicionais antagonistas dos Jedi - estavam ocultos e em menor número. A Lucasfilm concordou com a ideia de explorar este universo criativo com base em sua recente linha de publicações literárias baseadas no período, buscando retratar temáticas e locais até então não abordados nos filmes da Saga Skywalker. Headland pontuou que The Acolyte decorre no ponto cronológico mais ancestral da saga já produzido em filme ou série e buscou trabalhar pontos de discussão comuns entre os admiradores da franquia como, por exemplo, a misteriosa ascensão de Darth Sidious ao poder sem o conhecimento dos Jedi. Um tema central na franquia para Headland era "a ameaça dos perdedores contra a instituição", sendo esta uma temática recorrente para os Jedi como o poder estabelecido nos filmes e séries já produzidos até então. The Acolyte procurou apresentar ao público Jedi de hábitos e aspectos refinados em contraposição aos Jedi dos filmes que possuem um aspecto mais monástico e guerreiro. A narrativa da série também levanta um questionamento sobre a eficácia do treinamento de crianças e também explora diferentes visões dos próprios personagens sobre A Força e o poderio da Ordem Jedi. Headland inspirou-se também no filme Rashomon (1950) para retratar como diferentes perspectivas podem impactar a veracidade de um evento.
The Acolyte constitui uma ficção de mistério com um enredo serializado apresentado na primeira temporada e inspirada na identidade criativa da série Andor. Adotando uma nova temática com relação a produções anteriores da franquia, Headland afirmou que gostaria de produzir uma série Star Wars "sem nenhuma guerra" e com sequências de lutas mais intimistas e breves, focando duelos que desenvolvem e aprofundam os personagens. Ao tomar conhecimento de que George Lucas havia sido influenciado pelo cinema western e pelas produções de Akira Kurosawa, Headland decidiu retratar diversas cenas de artes marciais, as quais considera "mais pessoais e menos galácticas". Diversos personagens da trama são praticantes de artes marciais inspiradas em produções Wuxia como Dà zuì xiá (1966) e A Touch of Zen (1971).
Assim como a série The Mandalorian, The Acolyte inclui Easter eggs relativos aos filmes da saga cinematográfica, bem como diversas referências ao Universo Expandido e ao projeto multimídia Star Wars Legends. As referências ao Universo Expandido podem ser encontradas em membros das espécies Theelin e Zygerrian bem como diversos outros elementos narrativos.

### Seleção de elenco
O processo de formação do elenco teve início em junho de 2021, quando a Lucasfilm anunciou a predileção por uma mulher afro-americana para o papel principal. Em julho de 2022, a atriz Amandla Stenberg foi confirmada como protagonista da série enquanto a atriz Jodie Turner-Smith (protagonista de Queen & Slim) e o ator Charlie Barnett (estrela de Russian Doll) foram confirmados em setembro deste mesmo ano. No fim de 2022, Lee Jung-jae e Manny Jacinto foram contratados para a série, sendo que Lee assumiria o papel protagonista ao lado de Stenberg após Headland apreciar sua performance na série de suspense sul-coreana Squid Game. No início de novembro, Dafne Keen foi anunciada como coadjuvante da série. Pouco tempo depois, a companhia anunciou que o elenco principal estava fechado e revelou a contratação de Dean-Charles Chapman, Carrie-Anne Moss e Rebecca Henderson para papéis secundários na trama. Headland afirmou ter criado os personagens especialmente para Stenberg, Barnett e Keen e que quis avaliar o desempenho de Keen com um sabre de luz após sua performance como a personagem X-23 em Logan (2017). No final de dezembro de 2022, Margarita Levieva juntou-se ao elenco como Koril, uma das bruxas do culto secrete liderado por Mãe Aniseya (personagem de Turner-Smith).
Em abril de 2023, durante a Star Wars Celebration, Joonas Suotamo foi anunciado como parte do elenco de The Acolyte como o Wookiee Kelnacca. Suotamo já havia interpretado Chewbacca nos filmes da Trilogia Sequela (2015-2019) e em Solo: A Star Wars Story (2018). Também no mesmo evento, a companhia revelou que Lee, Keen, Barnett, Henderson e Moss formariam um elenco inteiro de Cavaleiros Jedi, com Henderson interpretando a Mestre Vernestra Rwoh, originária da série de publicações Star Wars: The High Republic. Em março de 2024, Headland afirmou que Rwoh seria a única personagem do arco narrativo The High Republic a figurar na primeira temporada da série, mas que a ideia estava aberta a outros personagens em temporadas futuras. A roteirista considera Rwoh como um símbolo importante do poder da Ordem Jedi na série, contrastando com seu papel como líder da Ordem conforme demonstrado nos romances. No mesmo período, a companhia revelou maiores detalhes sobre os personagens da série como, por exemplo, Stenberg como a guerreira sombria Mae, Lee como o Mestre Jedi Sol e Jacinto como o contrabandista Qimir. Headland destacou paralelamente que "foi fácil" elencar Moss como a Mestre Jedi Indara após assistir sua performance como Trinity na série de filmes Matrix (1999-2021).
Em abril de 2024, David Harewood foi especulado como um dos atores mais recentes do elenco da série. No fim de maio, cerca de uma semana antes da estreia oficial da série, Headland confirmou as notícias de que Stenberg iria interpretar duas irmãs gêmeas na série: a anteriormente anunciada Mae e sua gêmea antagônica Osha.

### Design
Headland observou que a aparência dos cenários e figurinos da Trilogia Original é mais simplório  enquanto os elementos visuais e artísticos da Trilogia Prequela foram dotados de maior detalhismo e sofisticação. Na produção de The Acolyte, Headland explorou profundamente este conceito de "quanto mais para trás você retorna, mais excitantes, novas e refinadas as coisas ficam". Desta forma, a roteirista decidiu destacar a indumentária elaborada dos Jedi conforme as publicações do arco narrativo The High Republic em contraste com o tom simplório e austero dos Jedi dos filmes da Trilogia Original. A equipe de figurino e maquiagem seguiu este conceito, buscando retratar o apogeu e poderio da Ordem Jedi no período em que se desenrola a trama através da suntuosidade de seus templos e dos trajes refinados de seus membros.

### Filmagens

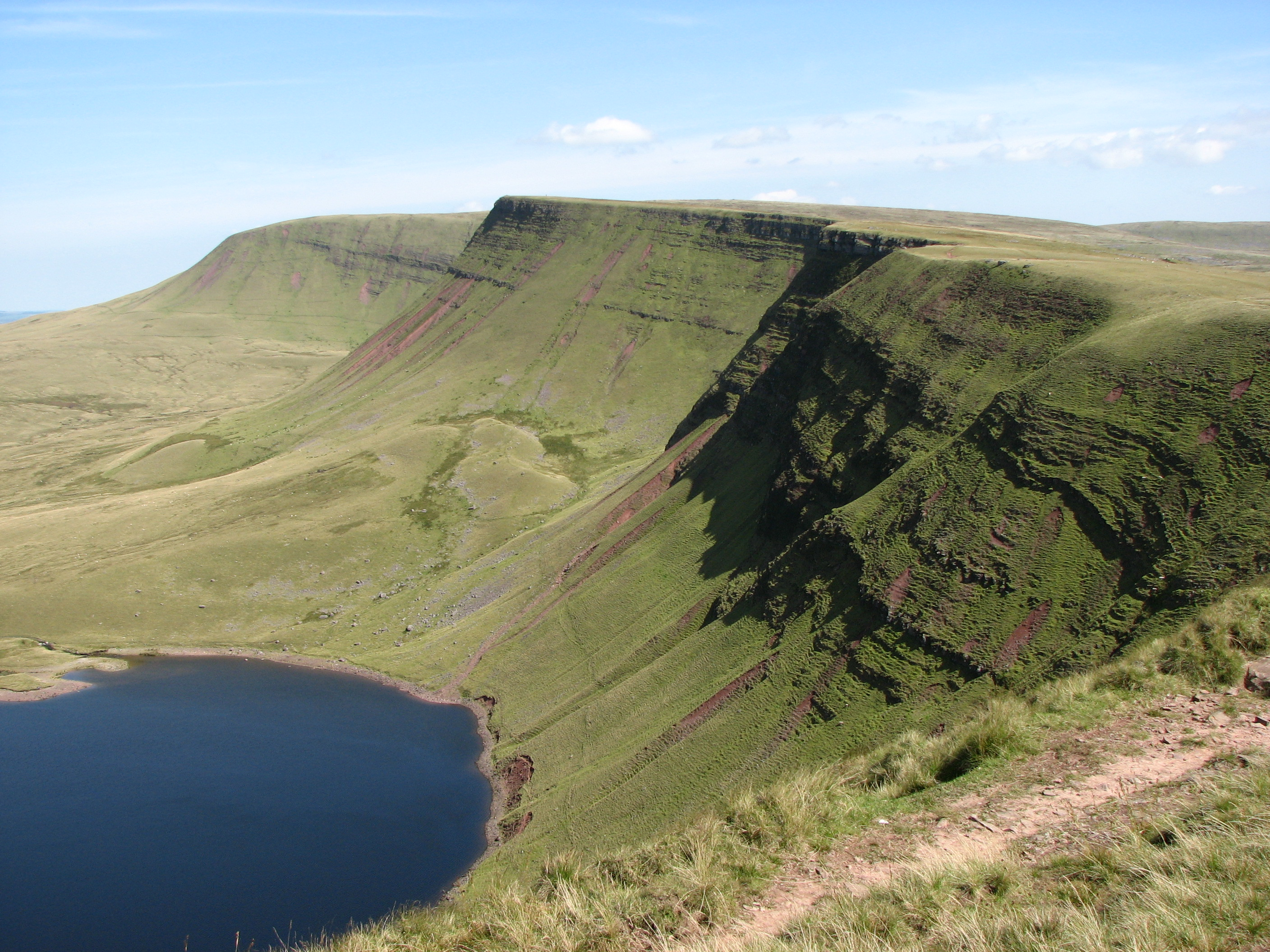
The Acolyte teve cenas rodadas no Parque Nacional Brecon Beacons, no condado galês de Powys. A equipe selecionou o local pela disponibilidade de paisagens verdejantes.

A filmagem principal durou de 30 de outubro de 2022 até 6 de junho de 2023 e foi realizada principalmente nos Estúdios Shinfield, de Berkshire, Inglaterra. Headland, Kogonada, Culpepper e Lopez alternaram-se na direção, sendo que cada um deles dirigiu dois episódios para trazer maior dinamismo à narrativa da série. A cinematografia foi assumida por Chris Teague e James Friend, este último tendo sido vencedor do Óscar de Melhor Cinematografia por seu trabalho no drama histórico All Quiet on the Western Front (2022). Inicialmente, a série seria produzida com os efeitos visuais StageCraft fornecidos pela Industrial Light & Magic como havia sido em The Mandalorian (2019) e The Book of Boba Fett (2021), porém Headland desmentiu os boatos e destacou que a série foi inteiramente filmada em cenários comuns sem uso desta tecnologia, alegando questões "criativas e práticas".
As filmagens externas foram conduzidas em Gales em janeiro de 2023, incluindo cenários do Parque Nacional Brecon Beacons. Em meados de março do mesmo ano, a equipe realizou filmagens na Ilha da Madeira, Portugal, incluindo tomas no Posto Florestal do Fanal e nas localidades de Caniçal e Ribeira da Janela. Anderson afirmou ter escolhido a Ilha da Madeira como locação pela diversidade de cenários e paisagens naturais que a região oferece, incluindo acesso direto ao oceano, que não haviam sido usadas para produções anteriores da saga. Parte considerável das cenas foram filmadas no arquipélago, incluindo tomadas de diferentes ambientes retratados na primeira temporada. Segundo Headland, as filmagens foram realizadas de forma tranquila apesar da extensão da produção e do deslocamento de equipamentos. A roteirista destacou também a dedicação do elenco nas sequências de ação, incluindo os atores que já haviam atuado em produções do gênero como Lee, Keen e Moss. Stenberg, que nunca havia assumido um papel de combate corporal, "entregou-se ao treinamento e fez um trabalho incrível em pouco espaço de tempo".

### Música
Em fevereiro de 2024, o compositor Michael Abels foi anunciado como autor da trilha sonora de The Acolyte. Abels alcançou notoriedade no cinema estadunidense por compor a trilha sonora de diversos trabalhos do diretor e produtor Jordan Peele, como Get Out (2017), Us (2019) e Nope (2022). Para a crítica especializada, a contratação de Abels reforça a proposta de implementar um tom mais dramático em sombrio à narrativa da série já que o compositor é frequentemente elogiado por seus trabalhos no cinema de suspense e terror psicológico.

## Recepção
O agregador de resenhas Rotten Tomatoes reportou que 78% dos 246 críticos deram uma crítica positiva à série, com uma pontuação média de 6,4 (de 10). O consenso crítico do site diz: "Assumindo novos riscos com a tradição de Star Wars enquanto se diverte contagiante brincando com as armadilhas estilísticas de uma galáxia muito, muito distante, The Acolyte é uma série Padawan com potencial para se tornar um mestre". No Metacritic, a série detém uma pontuação média ponderada de 67 em 100 com base em 32 críticos, indicando críticas "geralmente favoráveis".
Durante a produção e comercialização, a série recebeu críticas de algumas pessoas online por ser "Woke". Questões específicas incluíram a sua descrição inicial como sendo "centrada em mulheres"; a escalação de Stenberg, que usa os pronomes neutros; a proeminência geral das mulheres e das pessoas de cor; e a ideia de que Headland, que é abertamente queer e também a primeira mulher a criar uma série Star Wars, estava promovendo uma "agenda LGBTQ+". Acabou sendo vítima de review bomb em vários websites por parte do fandom.

## Cancelamento
Devido à baixa audiência, a resposta negativa online à série e por ter passado muito do orçamento, The Acolyte foi cancelada após apenas uma única temporada em agosto de 2024. Após o cancelamento da série, a Variety discutiu como The Acolyte havia experimentado "uma recepção totalmente oposta dos fãs". Alguns fãs e críticos gostaram de como a série desafiou percepções anteriores dos Jedi como "infalíveis e totalmente virtuosos" por meio das escolhas do Mestre Sol, enquanto outros fãs sentiram que The Acolyte era "antitético" aos temas do bem contra o mal de Star Wars e não gostaram de como a série expandiu a mitologia da Força. O Deadline Hollywood disse que a série causou uma "divisão" entre os fãs. Até setembro de 2023, The Acolyte tinha custado aproximadamente US$ 230,1 milhões de dólares, muito acima do orçamento previsto.